# Мазурски езера
Мазурските езера (на полски: Mazury) са група езера в североизточната част на Полша, Варминско-Мазурско войводство, в централната част на Мазурското поезерие. Всичките езера са с ледников произход и заемат обикновено междуморенните понижения на релефа с надморска височина 116 m. Състоят се от 13 езера с обща площ 310 km², като най-големита са: Шнярдви (113,8 km²), Мамри (104,5 km²), Езьорак (34,6 km²), Даргин (30,3 km²), Негоцин (26,0 km²). Максималната дълбочина е 40 m (в Мамри и Негоцин). Мазурските езера образуват верига от водоеми, свързани помежду си с протоци и канали. Оттичат се на север чрез реките Лава и Анграпа (съставящи на Преголя) и на юг – чрез реките Елк, Виса, Писа, Шква и др. в Нарев (десен приток на Висла). Езерата са местообитание на много видове водоплаващи птици, като по тях се извършва местно корабоплаване и риболов. Те са важни туристически и рекреационни обекти. По време на Първата световна война през 1914-15 година в района на езерата са се водили кръвопролитни боеве между руските и германските войски.